# Kardinalno število
Za kardinalno število v jezikoslovju glej Glavni števnik.
Kardinalno število je v matematiki posplošeno število, ki izraža moč ali kardinalnost množice. Moč množice A označimo z zapisom m(A) ali |A| ali tudi card(A).
Moč prazne množice je enaka 0. Število 0 je najmanjše kardinalno število.
Moč končne množice je enaka številu elementov in se izraža z naravnim številom. Vsa naravna števila so kardinalna števila.
Končni množici imata enako moč, če in samo če med njima obstaja bijektivna preslikava. To lastnost uporabimo za definicijo neskončnih kardinalnih števil. Definiramo, da imata neskončni množici enako moč (sta ekvipolentni), če med njima obstaja bijektivna preslikava. 
Vse množice, ki so ekvipolentne množici naravnih števil imenujemo števno neskončne množice. Moč take množice označimo s kardinalnom številom {\displaystyle \aleph _{0}} (beri: álef nič). Poleg množice {\displaystyle \mathbb {N} } ima tako moč še več drugih neskončnih množic, npr.: {\displaystyle \mathbb {Z} ,~\mathbb {Q} ,~\ldots }
Množica realnih števil {\displaystyle \mathbb {R} } ima večjo moč. Označimo jo s kardinalnim številom {\displaystyle \aleph _{1}}.
Obstajajo tudi množice, ki imajo še več elementov. Njihovo moč označimo z nadaljnjimi kardinalnimi števili {\displaystyle \aleph _{2},~\aleph _{3},~\ldots }